# Sonet 19 (William Szekspir)

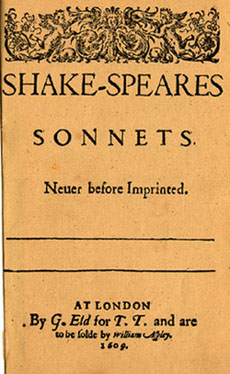
Strona tytułowa pierwszego wydania sonetów Shakespeare’a

Sonet 19 (Stępiaj pazury lwa, czasie żarłoczny) – jeden z cyklu sonetów autorstwa Williama Shakespeare’a. 

## Treść
W utworze tym podmiot liryczny zwraca się bezpośrednio do czasu, dokonując jego personifikacji. Pisarz ze Stratford stwierdza, że nie jest on w stanie zaszkodzić tajemniczemu młodzieńcowi, gdyż jego uroda przetrwa właśnie pod postacią utworów literackich.